# Хінін
Хінін — природний алкалоїд, головний алкалоїд кори хінного дерева, що має жарознижувальні, антималярійні, анальгетичні (знеболювальні) та протизапальні властивості. Це стереоізомер хінідину, що характеризується гірким смаком.
З 2006 року Всесвітня організація охорони здоров'я (ВООЗ) більше не рекомендує хінін як засіб першої лінії лікування неускладненої малярії, оскільки існують інші речовини, які є настільки ж ефективними з меншою кількістю побічних ефектів. Вони рекомендують використовувати його для лікування неускладненої тропічної малярії лише тоді, коли Артемізинін недоступний. Хінін продовжує застосовуватися як основний препарат для лікування ускладненої тропічної малярії («severe malaria») Хінін також використовується для лікування вовчака та артриту.

## Історія відкриття
Кору хінного дерева здавна застосовували індіанці Перу. На сьогодні обґрунтовано вважають, що перший опис властивостей кори хінного дерева (лат. cortex quinae) дав видатний іспанський історик-натураліст Бернабе Кобо, єзуїтський місіонер і письменник, який у 1632 році привіз її до Європи. Надалі кардинал Хуан де Луго, один з найвидатніших іспанських богословів і економістів свого часу, отримав доручення від папи Інокентія X зібрати інформацію про цілющу кору. Слідом за цим її вивчив папський придворний лікар Г. Фонсека, якого вельми зацікавили властивості порошку. Потім кардинал де Луго розгорнув широку кампанію по застосування хініну. В результаті ліки прозвали «єзуїтським», або «кардинальським» порошком, а люди в Римі якийсь час називали його «порошком де Луго». Ще одна версія свідчить, що єзуїт, аптекар за освітою, Агостіно Салумбріно, який проживав на початку XVII століття в перуанській столиці Лімі, зацікавився властивостями порошку з хінного дерева, який при прийомі всередину купирував гарячку і «трясучку (пропасницю)». Надалі Салумбріно відправив кілька порошків у Рим, жителі якого потерпали через місцеву малярію, і в якому багато кардиналів і Пап померли від цієї хвороби.
У 1820 році французькі дослідники П. Ж. Пеллетьє і Ж. Б. Кавенту на основі робіт російського хіміка Г. Гізе отримали кристалічний алкалоїд хінін, основний лікувальний компонент хінної кори. До цього кору хінного дерева розтирали до стану порошку і у вигляді суспензії в склянці води або вина давали випити хворим. Пеллетьє і Кавенту змогли виділити з кори чистий хінін, відокремивши його від алкалоїду цінхоніна. Таким чином, з'явилася можливість застосовувати в лікуванні стандартизовані дози чистого природного хініну.

## Застосування
- Хінін був першим ефективним лікарським препаратом, що використовували проти тропічної малярії, яку спричинює Plasmodium falciparum; його почали використовувати ще в XVII столітті. Він був практично єдиним антималярійним засобом до 1940-х років, коли його замінили нові синтетичні препарати. З того часу було запропоновано багато препаратів проти малярії, проте хінін продовжують ефективно використовувати у критичних ситуаціях при ускладненій тропічній малярії, особливо зважаючи на швидке виникнення резистентності малярійних плазмодіїв до більшості новіших препаратів. його фармакодинамічні властивості забезпечують високий рівень проникності за гематоенцефалічний бар'єр, судини головного мозку, що є вкрай важливим у лікуванні церебральної форми тропічної малярії.

Крім того хінін використовують для лікування спазмів м'язів та артриту. Раніше хінін використовували для спричинювання медикаментозного штучного аборту.
На сьогодні хінін не зареєстровано у «Державному реєстрі лікарських засобів» в Україні.
- Хінін входить до складу деяких безалкогольних напоїв, зокрема, тоніку.